# New Deal

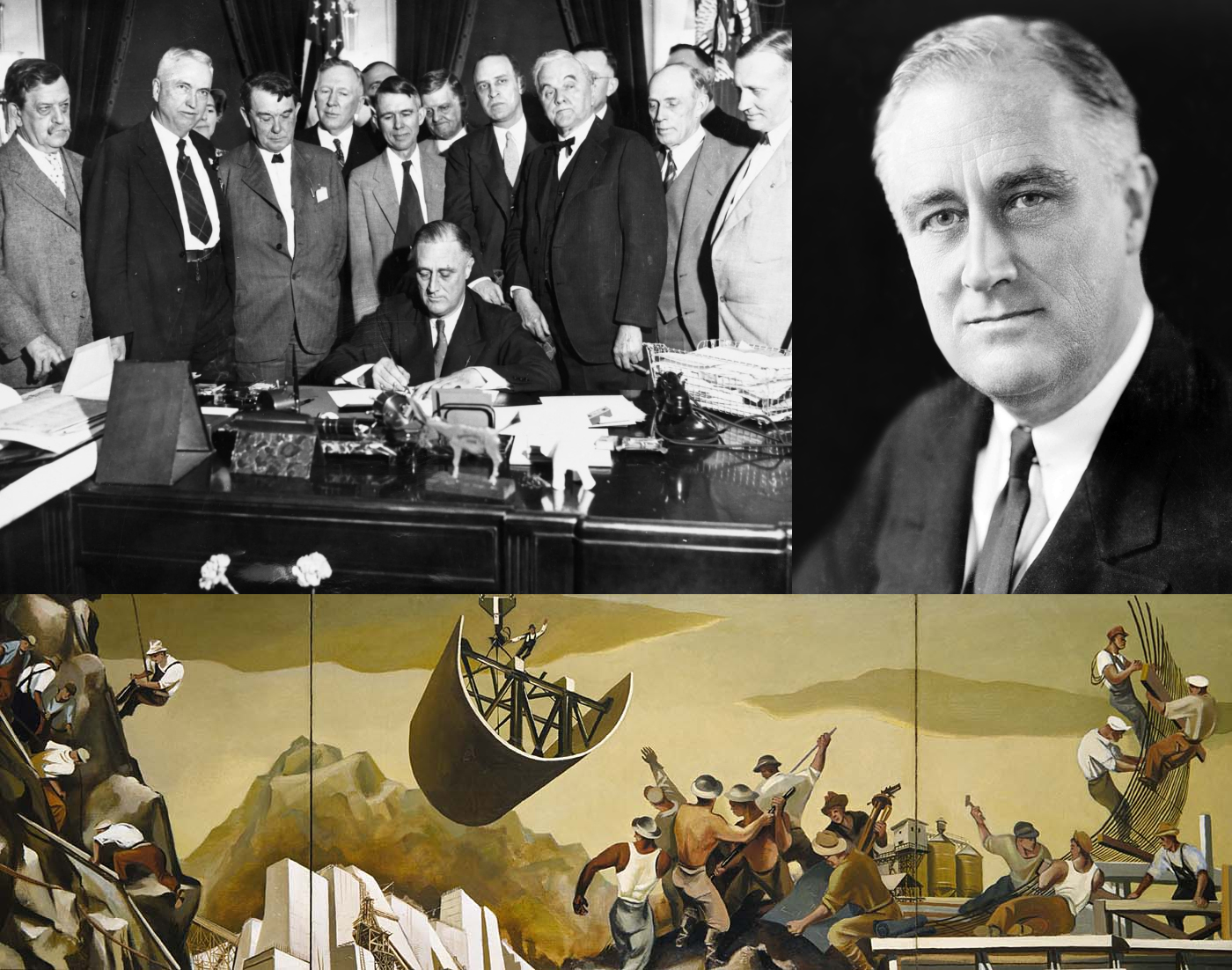

A New Deal Franklin D. Roosevelt amerikai demokrata elnök és kormányzata politikája 1933 és 1936 között. Az 1932-es választási hadjárat során Roosevelt új irányvonalat ígért választóinak. A nagy gazdasági világválságból való kilábalást a gazdasági folyamatokba történő állami beavatkozással igyekezett elérni.
Annak ellenére, hogy néhány rendelkezést a legfelsőbb bíróság érvénytelenített, a New Deal jelentős és hosszan tartó hatást gyakorolt az amerikai gazdaságra, társadalomra és kormányzatra. Létrehozta az elnöki tisztség modern intézményeit.

## Története
Az 1932-es választásokon diadalmaskodó Roosevelt átfogó válságkezelő programot kínált a kilábalásra, a New Deal három R-je (relief, recovery, reform) a társadalom perifériájára szorultak és a válság által legsúlyosabban érintettek számára is megváltást ígért.
A politika világában mágikus számnak tekintett első 100 nap alatt az elnök gyors megoldásokat foganatosított a legsürgetőbb területeken. Négynapos bankzárlatot rendelt el, új banktörvényt vitt keresztül a kongresszuson, megtiltotta az arany kivitelét az országból. A bankok újbóli megnyitását szövetségi hatósági engedélyhez kötötte, így helyreállította a bankokkal szemben megcsappant bizalmat. Az inflációs gazdaságpolitika jegyében leértékelték a dollárt. 
A munkanélküliség megszüntetésére létrehozták a polgári tartalék hadtestet (CCC), a munkások táborokban laktak, ingyen étkezést, szállást, egyenruhát és napi 1 dollár zsebpénzt biztosítottak számukra. A program keretében erdőket ültettek, utakat, hidakat építettek, folyószabályozást végeztek. Megalakult a közmunkaügyi hivatal is (Works Progress Administration – WPA), melynek feladata a közmunkák szervezése volt. Utóbbi volt a legnagyobb és legambiciózusabb hivatal, egyebek mellett WPA projekt volt a Los Angeles-i Griffith obszervatórium, a New York-i LaGuardia repülőtér vagy a San Franciscó-i Golden Gate híd is.
A mezőgazdaság fellendítése érdekében csökkentették a vetésterületet és az állatállományt, a farmereket kárpótolták és haladékot kaptak adósságaik visszafizetésére. Az iparban megteremtették a tisztességes verseny feltételeit, meghatározták a maximális munkaidőt és a minimális munkabért. Trösztellenes törvényeket fogadtak el, jelentősen megnyirbálták a vállalatok jogait és kiváltságait.
A láthatatlan kéz szabadpiaci politikáját a cselekvő állam szociálpolitikai koncepciója váltotta fel, megkezdődött a társadalombiztosítási rendszer kiépítése, a munkások védelme állami feladat lett. A szociális intézkedések jegyében elkezdődött a munkanélküliek segélyezése, létrejött a Szövetségi Gyorssegélyező Hivatal (FERA).
Roosevelt a társadalmi támogatottság érdekében nagy gondot fordított az amerikaiak tájékoztatására is. A „kandalló előtti beszélgetéseket” egész Amerika figyelemmel kísérhette a rádióban. Szintén remek ötletnek bizonyult a „kék sas akció”, amelyben a New Deal törvényeit betartók kék sassal jelölhették meg áruikat.
1935-ben a konzervatív gazdaságpolitika hívei Roosevelt ellen fordultak, a legfelsőbb bíróság a New Deal több törvényét is alkotmányellenesnek ítélte. 
Az első New Dealt Keynes gazdaságpolitikájára alapozva 1935-1936-ban egy újabb követte, amely kétmillió munkanélküli számára teremtett munkahelyet. Az intézkedések következtében az amerikai gazdaság újra felfutóban volt, nem csoda, hogy az elnök az 1936-os választásokon földcsuszamlásszerű győzelmet aratott, s az évtized végére Amerika kilábalt a válságból.
A történészek két szakaszra, egy elsőre (1933-1934) és egy másodikra (1935-1936) osztják. Az első szakaszban a gazdaság talpra állítására, a másodikban a szociális intézkedésekre került sor. 1940-től az elnököt a külpolitika, főleg a második világháború foglalta le.

### A legjelentősebb törvények
- az Országos Ipari Helyreállítási törvény (1933),
- a Tennessee-völgyi Erőmű-felügyelet (1933),
- a Mezőgazdasági szabályozási törvény (1933),
- az Országos Ifjúsági Hivatal (1935),
- az Országos munkaügyi törvény (1935),
- a Társadalombiztosítási törvény (1935).

## Lásd még
- Great Society